# Vodka martini
(James Bond nell'ordinare un Vodka Martini)
Il vodka martini è un cocktail composto da Vodka e Vermut, chiamato anche Martini Vodka, Vodkatini o kangaroo. Il Martini Vodka era iscritto nella lista dei Cocktail ufficiali IBA, fino al 2011, il cui acronimo sta per International Bartenders Association, come cocktail before dinner. Nell'ultima codifica è stato tolto.
Una delle sue varianti, divenuta famosa grazie al personaggio di James Bond, è il Vesper cocktail tratto dal romanzo Casino Royale di Ian Fleming. In realtà, praticamente nella maggior parte dei film, Bond ordina sempre un Vodka-Martini "agitato" non "mescolato".

## Ingredienti
- 5,5 cl Vodka
- 1,5 cl Vermut Dry

## Preparazione
Come per le varianti principali di Martini la preparazione del Vodkatini comporta l'inserimento degli ingredienti in un mixing glass con aggiunta di cubetti di ghiaccio. Si mescola bene per circa 20 secondi e si serve in una coppetta Martini precedentemente raffreddata. Si aggiunge uno sprizzo di scorza di limone e, a piacere, un'oliva verde.